# Lorenzo Ceresoli
Lorenzo Ceresoli MCCI (ur. 18 maja 1931 w Nave, zm. 6 września 2024) – włoski duchowny rzymskokatolicki posługujący w Etiopii, kombonianin, w latach 1994–2009 wikariusz apostolski Awasy.

## Życiorys
Święcenia kapłańskie przyjął 2 kwietnia 1960. 20 grudnia 1993 został mianowany wikariuszem apostolskim Awasy. Sakrę biskupią otrzymał 19 marca 1994. 21 marca 2009 przeszedł na emeryturę.